# Бабаян, Сергей Геннадьевич
Сергей Геннадьевич Бабаян (5 июля 1958, Москва — 9 июля 2020, Москва) — российский писатель, прозаик. Лауреат премии Ивана Петровича Белкина (2001). 

## Биография
Родился 5 июля 1958 году в городе Москве. После завершения обучения в школе поступил учиться в Московский авиационный институт, который успешно окончил. Работал инженером. 
В возрасте тридцати лет серьёзно увлёкся литературным творчеством, стал писать прозу. В 1994 году он дебютировал в новой русской литературе, опубликовав исторический большой роман о гражданской войне. Издательство разделило огромный труд на две части и выпустило это произведение в двух книгах — «Господа офицеры» и «Ротмистр Неженцев». Позже, в 1996 году, читатель увидел работы Бабаяна в сборники рассказов и повестей «Моя вина». В 2000 году был издан исторический роман «Мамаево побоище».
Произведения Сергея Бабаяна, его рассказы и повести активно публиковались в журналах: «Октябрь» и «Континент». В 2002 году писатель Бабаян, за повесть «Без возврата. Негерой нашего времени» стал первым лауреатом премии Ивана Петровича Белкина. Последний его большой труд — роман «Русская Америка», о покорении русскими мореходами Аляски вышел в свет в 2012 году и был представлен на книжной Международной ярмарке интеллектуальной литературы в декабре в Москве.
После публикации «Русской Америки» перестал писать литературу. Вёл затворнический образ жизни. Последние годы жизни увлекался чтением различных книг, как сам замечал в интервью:
Но я же не погибаю, в конце концов! Я просто маргинал на обочине. Да, жизнь у меня растительная, можно сказать. Я в основном запоем читаю, мне больше хочется читать хороших писателей, чем писать.
Был женат, воспитывал дочь. Проживал в Москве, в «сталинском» доме на Войковской. Умер 9 июля 2020 года.

## Награды и премии
- Лауреат премии Ивана Петровича Белкина, за повесть «Без возврата. Негерой нашего времени».